# Байкалбанк
ОАО АК «БайкалБанк» - бывший крупнейший самостоятельный банк Республики Бурятия. Занимал ключевую позицию на рынке банковских услуг Республики.
24 октября 2016 года арбитражный суд Бурятии удовлетворил заявление Центрального банка (ЦБ) РФ о признании банкротом ОАО АК «БайкалБанк».
Головной офис был расположен в Улан-Удэ (Республика Бурятия) по адресу ул. Красноармейская, дом 28.
Имел филиалы в Москве, Симферополе, Северобайкальске.

## История
24 декабря 1993 года было создано открытое акционерное общество акционерный коммерческий БайкалБанк.
Из маленького банка с уставным капиталом в 300 тыс. рублей этап за этапом наращивая свой капитал, расширяя клиентскую базу и перечень услуг предоставляемых клиентам БайкалБанка превратился в один из крупнейших банков Сибирского региона и прочно занял свою нишу в банковской системе республики. Являлся единственным самостоятельным коммерческим банком Республики Бурятия. Кроме того, банк являлся членом Ассоциации Российских банков, Московской межбанковской валютной биржи, Сибирской межбанковской валютной биржи, участником Российской платежной системы «Золотая корона», участником платежных систем денежных переводов «Western Union» и «Анелик».

## Ажиотаж в 2006 году
В декабре 2006 года Улан-Удэ потрясло ложное известие о скором банкротстве Байкалбанка. В считанные часы слух разошёлся по городу и население хлынуло снимать наличность из всех отделений банка. Так, 11 декабря населением было снято 45 млн рублей, а 12 декабря уже 60 млн рублей, при норме в 16-17 млн в сутки. За всё время ажиотажа у банкоматов образовались огромные очереди людей, которые сняли все имевшиеся наличные деньги, что ещё больше разожгло панику среди держателей и вкладчиков. Овеянные паникой люди начали проводить безналичные операции: переводили крупные суммы на баланс мобильных телефонов, оплачивали наперёд услуги интернета, стационарных телефонов, ЖКХ, телевидения и т. д.
Правление банка в срочном порядке вынуждено было по всем СМИ передать населению сообщение о том, что банкротство банка ложная информация и не соответствует действительности. По словам первого заместителя председателя правления «БайкалБанка» Галины Цыбикмитовой, ажиотаж был спровоцирован. Неизвестные совершали телефонные звонки, распространяли анонимные листовки и именные письма, в которых утверждалось о скором банкротстве банка. Эти и другие материалы, свидетельствующие о действиях злоумышленников, были переданы в правоохранительные органы — прокуратуру, МВД и ФСБ. Ажиотаж, бурно начавшийся, так же быстро спал за несколько дней.

## Ажиотаж в 2016 году
26 апреля 2016 года в послеобеденное время начался ажиотаж, во многом схожий с ситуацией почти 10-летней давности. Также как и 10 лет назад у банкоматов скопились очереди, и люди сняли всю наличность. В магазинах не принимали к оплате карты банка. По Улан-Удэ распространились слухи как об отзыве лицензии Центробанка РФ, так и о скором банкротстве банка. Сам банк оправдывал это техническим сбоем, который скоро решится.

## Корпоративный конфликт в 2016 году
В апреле 2016 года после предъявления ЦБ РФ требования о доначислении резервов, акционерами банка было инициировано расследование работы банка, в результате которого в отставку был отправлен тогдашний председатель правления Байкалбанка Вадим Егоров. Его обвинили в сомнительной сделке с векселями «Судостроительного банка», которыми была оплачена покупка помещений для офиса банка у компании «Кредо», которой эти помещения не принадлежали. Впоследствии Вадиму Егорову акционерами банка были предъявлены и другие претензии по ведению деятельности, в частности оформление кредитов на подставных заёмщиков без их ведома и оформление залогов на имущество не на сам банк, а на посторонних третьих лиц.
В своём интервью Архивная копия от 28 августа 2016 на Wayback Machine изданию ИнформПолис-online бывший советник Вадима Егорова Сергей Березин подтвердил эти обвинения.

## Отзыв лицензии

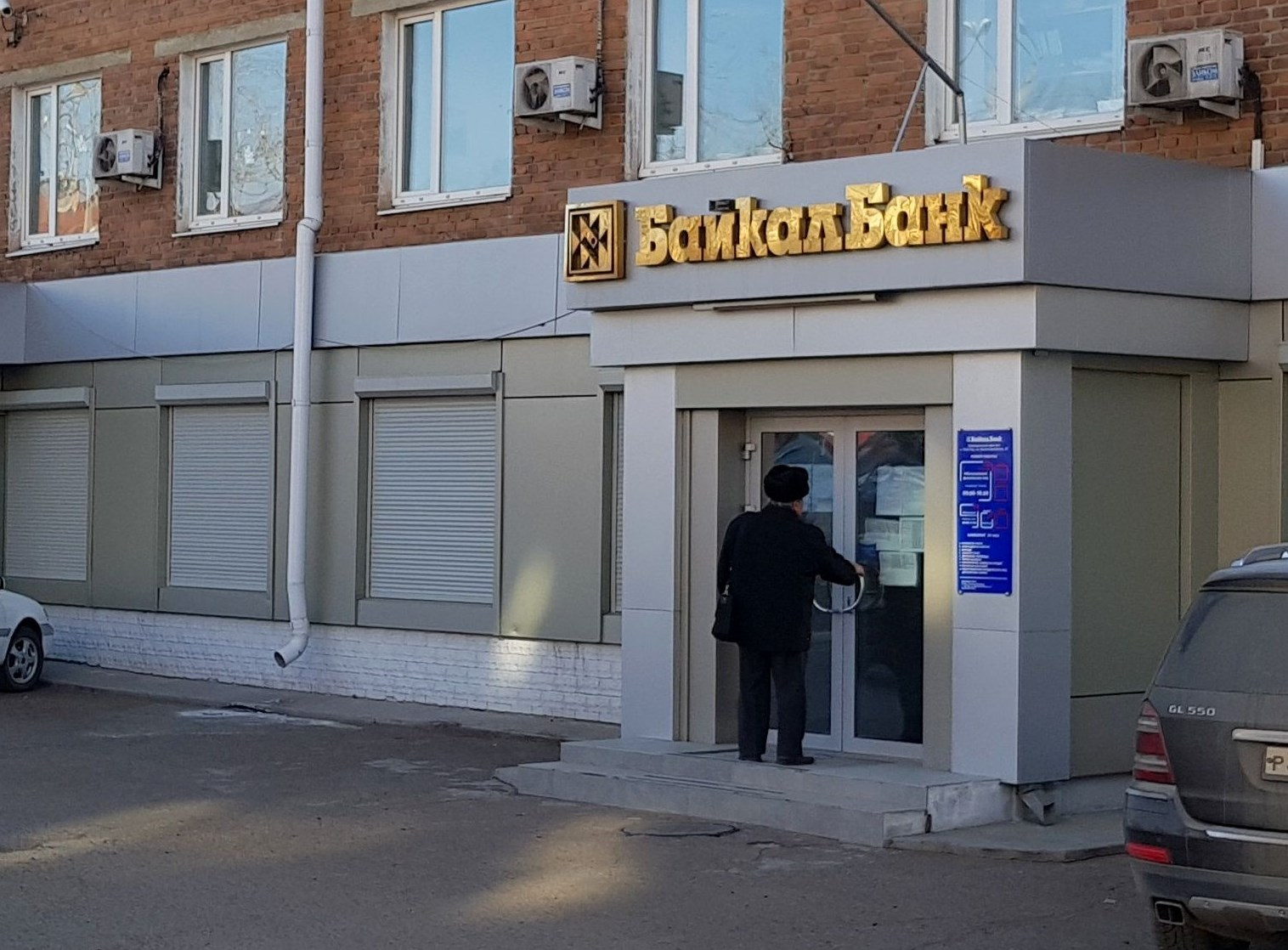
Закрытый офис Байкалбанка. Улан-Удэ, Бурятия

Приказом Банка России от 18.08.2016 № ОД-2675 отозвана лицензия на осуществление банковских операций у кредитной организации БайкалБанк (публичное акционерное общество) БайкалБанк (ПАО) (рег. № 2632, г. Улан-Удэ) с 18.08.2016.
Решение о применении крайней меры воздействия — отзыве лицензии на осуществление банковских операций — принято Банком России в связи с неисполнением кредитной организацией федеральных законов, регулирующих банковскую деятельность, а также нормативных актов Банка России, значением нормативов достаточности собственных средств (капитала) ниже двух процентов, снижением размера собственных средств (капитала) ниже минимального значения уставного капитала, установленного на дату государственной регистрации кредитной организации, учитывая неоднократное применение в течение одного года мер, предусмотренных Федеральным законом «O Центральном банке Российской Федерации (Банке России)».
Акционер Байкалбанка Виталий Авдеев указал в связи с этим, что акционеры выполнили все указания ЦБ по наращиванию капитала, сумев привлечь 2 млрд рублей, составили план финансового оздоровления банка, который был письменно одобрен Банком России и что он считает действия ЦБ РФ предвзятыми по отношению к Байкалбанку. Авдеев заявил, что владельцы банка будут добиваться восстановления его деятельности в судах.

## Банкротство
На заседании Арбитражного суда Республики Бурятия 24 октября 2016 г. по делу № А10-5051/2016 объявлена резолютивная часть решения о признании БайкалБанк (публичное акционерное общество) (БайкалБанк (ПАО)), зарегистрированного по адресу: 670034, Республика Бурятия, г. Улан-Удэ, ул. Красноармейская, д. 28, ОГРН 1020300003460, ИНН 0323045986, адрес, используемый для раскрытия информации, — www.asv.org.ru, несостоятельным (банкротом).